# 赫加奈斯市镇
赫加奈斯市镇（瑞典語：Höganäs kommun）是瑞典南部斯科讷省的一个市镇。其治所位于赫加奈斯。